# Kostel svatého Linharta (Dolní Studénky)
Kostel svatého Linharta v Dolních Studénkách je pseudoslohovu stavbou z 19. století. V roce 1964 byly na seznam kulturních památek zapsány dva renesanční náhrobníky rodu Bukůvků z Bukůvky, zasazené do jižní zdi kostela.

## Historie
V Dolních Studénkách byla katolická fara již v  předbělohorské době. Naposledy se v listinách připomíná v roce 1653, kdy panství koupili Žerotínové. Za jejich působení katolická fara zanikla a obec byla začleněna do farnosti v Bludově. Obnovena byla až v roce 1786. Místní kostel sv. Linharta vznikl na místě dřevěné modlitebny, kterou si postavili evangelíci již v 16. století. V roce 1701 byla nahrazena kamennou stavbou, která byla v letech 1840–1843 přestavěna do dnešní podoby. Stavba věže byla dokončena ve druhé polovině 19. století. V roce 1866 byl na vnější straně kostela umístěno zobrazení Božího hrobu. V roce 1882 byl opraven interiér a pořízen mobiliář. V průběhu první světové války byly zrekvírovány dva kostelní zvony a další předměty z barevných kovů. V roce 1923 byly do věže zavěšeny tři nové zvony. Vážily 220, 120 a 16 kg, vyrobila je firma Oktav Winter, zvonařství v Broumově a byly zasvěceny svatému Martinovi, svatým Cyrilu a Metodějovi a svatému Linhartovi. V roce 1942 byly tři zvony opět zabaveny a v kostele zůstal jen umíráček. Dva zvony byly po válce v roce 1947 navráceny z Hamburku. Od roku 1958 jsou památkově chráněny dva renesanční náhrobky Estery Syrakovské z Pěrkova a jejích dětí, které jsou zasazeny do obvodní zdi kostela.

## Popis
Kostel je jednoduchá stavba obdélného půdorysu s hranolovou věží vystavěnou nad západním průčelím, kde je také hlavní vchod. Vnější pohled vytváří dojem dvou na sebe navazujících lodí, z nichž presbytář je mírně užší a nižší než hlavní loď. Střecha je sedlová, nad presbytářem zvalbená. Na věži je protáhlá cibulová báň zakončena vysokým štíhlým jehlanem s makovicí a křížem. Venkovní jednoduchá omítka je jen na průčelí členěna lizénou. Okna věže jsou obdélná se zaobleným zakončením, krytá dřevěnými okenicemi. Vnitřní prostor kostela osvětlují po bočních stranách dvě velká okna lunetového tvaru s vitrážemi Na obou užších stranách je po jednom malém kulatém okně. Z jižní strany je k presbytáři přistavěna nízká sakristie. V obvodní zdi v blízkosti sakristie jsou zasazeny dva renesanční náhrobníky. Na druhé straně je pod prvním oknem hlavní lodi umístěno zobrazení Božího hrobu, které je chráněno nízkým zábradlím. Před kostelem u cesty stojí kamenný kříž z roku 1844.
Vnitřní prostor je zaklenut valenou klenbou s lunetami. Vnitřní omítky jsou hladké, na stropě je malba s portréty světců (svatý Václav, svatý Jan Nepomucký, svatý Cyril, svatý Metoděj), na klenebních obloucích je šablonová malba. Většina vybavení je z 19. a 20. století. Po stranách lodi jsou kromě obrazů Křížové cesty umístěny samostatné obrazy s biblickými náměty. Hlavní oltářní obraz svatý Linharta je zavěšen na zdi presbytáře, po stranách jsou dvě sošky klečících andělů s křídly. Na zdech ve vstupní části kostela jsou zasazeny novodobé štukové reliéfy (svatý Jiří, svatý Václav aj.). Na kůru jsou instalovány varhany, které sem byly přemístěny z kostela svaté Barbory v Šumperku.

## Náhrobky

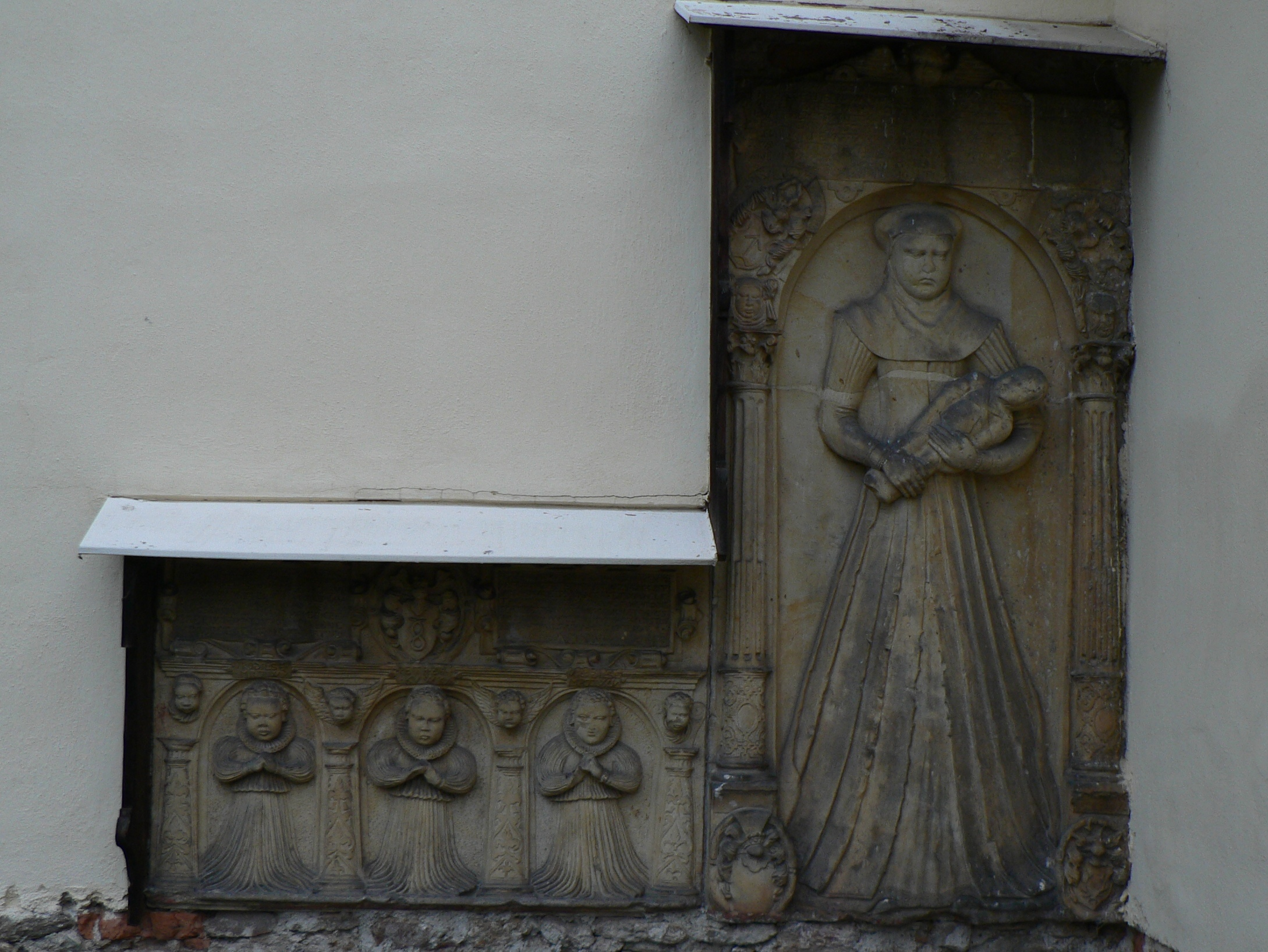
Náhrobní kameny Ester Syrakovské a jejích dětí

Náhrobní kameny Ester Syrakovské z Pěrkova a jejích čtyř dětí z roku 1592, zasazené do obvodové zdi kostela, jsou kulturní památkou ČR od roku 1958. Náhrobek se skládá ze dvou desek. Menší zobrazuje tři hošíky v trojarkádě s tabulkami, které označují prostředního jako Petra z Bukovky a dva krajní mrtvě narozené. Zemřeli v letech 1586 a 1587. Druhá, vertikálně situovaná deska představuje Esteru s děckem v náručí. Jde o náhrobek Estery Syrakovské z Pěrkova, provdané za Jana Bukůvku z Bukůvky a na Třemešku, která zemřela v roce 1589 ve věku třiceti let při porodu dcerky. Třem dětem, které zemřely ještě za života paní Estery, dali rodiče vytesat společný náhrobek. Náhrobní kameny byly zřejmě původně umístěny uvnitř bývalé modlitebny, ale po výstavbě nového kostela v r. 1701 byly zasazeny na současné místo. Náhrobky nedosahují vyšší umělecké hodnoty, jejich autor je neznámý.